# Famille Raguenel
 (juin 2017).
Si vous disposez d'ouvrages ou d'articles de référence ou si vous connaissez des sites web de qualité traitant du thème abordé ici, merci de compléter l'article en donnant les références utiles à sa vérifiabilité et en les liant à la section « Notes et références ».
Pour les articles homonymes, voir Familles Raguenel.
La famille Raguenel est une famille noble française qui s'est éteinte au XVIe siècle.
Elle n'est pas à confondre avec la famille subsistante de Raguenel de Montmorel.

## Histoire
Cette famille est originaire de Bretagne. Elle compte parmi ses membres un sénéchal de Rennes, un chambellan et conseiller des ducs de Bretagne, un lieutenant général en toute la Bretagne pour le duc Jean V, un maréchal de bataille.
« [Les] Raguenel représentaient les fers de lance des réformes administratives menées par les ducs de Bretagne de la maison de Dreux au cours du XIIIe siècle afin de [...] contrôler l'ensemble du duché de Bretagne [et] de le gouverner efficacement ».

## Filiation
- Robin Ier Raguenel ( † 1320), seigneur de Chatel-Oger (en Saint-Erblon), chambellan et conseiller des ducs Jean II, Arthur II et Jean III, sénéchal de Rennes,
marié à Eustachie de Châteloger, dont :
Pierre Raguenel ( † 1316), chanoine de Rennes, recteur de Noyal-sur-Seiche, fermier du prieuré de Vern-sur-Seiche,
Robin II Raguenel, seigneur de Chatel-Oger,
- Robin II Raguenel, seigneur de Chatel-Oger,
- Robin III Raguenel ( † 1363), seigneur de Chatel-Oger, fils du précédent, il participe dans les rangs de Jehan de Beaumanoir au Combat des Trente et suit le parti de Charles de Blois contre Jean de Montfort,
marié à Jeanne de Dinan, vicomtesse de La Bellière, dont :
Guillaume Raguenel, vicomte de La Bellière,
Olivier Raguenel,
Tiphaine Raguenel (vers 1335 † 1373),
mariée à Bertrand Du Guesclin, sans postérité,
Honorée Raguenel,
mariée à Renaud de Montbourcher,
- Guillaume Raguenel ( † 29 septembre 1364 - Bataille d'Auray, aux côtés de Charles de Blois), vicomte de La Bellière, seigneur de Chatel-Oger, de Beaumont et de Cramoul,
marié à Jeanne, fille de Raoul VIII ( † 28 mars 1394), seigneur de Montfort et d'Isabeau, dame de la Roche-Bernard et de Lohéac, dont :
Jean Ier, vicomte de La Bellière,
Tiphaine Raguenel,
mariée à Raoul de Lanvallay, seigneur de Tressaint,
- Jean Ier Raguenel ( † 25 octobre 1415 - Bataille d'Azincourt), vicomte de La Bellière, seigneur de Chatel-Oger, de Beaumont, de Cramoul, d'Ercé et de Belle-Isle, il accompagne Du Guesclin lors de l'Expédition d'Espagne,
marié à Jeanne de Châteaugiron-Malestroit, dame de Malestroit, puis,
marié à Jeanne ( † avant 1407), dame de La Couppuaye, du Corroüet et de La Villequeno, fille de Guillaume Couppu, seigneur de La Couppuaye, dont :
Jean II Raguenel, seigneur de Malestroit, seigneur de Largoët, de Chatel-Oger, de La Couppuaye, du Corroüet et de La Villequeno, vicomte de La Bellière,
- Jean II Raguenel ( † 1417), seigneur de Malestroit, seigneur de Largoët, de Chatel-Oger, de La Couppuaye, du Corroüet et de La Villequeno, vicomte de La Bellière, Lieutenant général en toute la Bretagne pour le duc Jean V, fils de Jean Ier Raguenel, vicomte de La Bellière,
marié à Jeanne de Châteaugiron-Malestroit ( † 1471), dame héritière de Malestroit, et de Largoët, dont :
Jean III Raguenel, "dit L'Aîné" ( † 25 novembre 1436), vicomte de La Bellière, de Chatel-Oger, de Beaumont, de Cramoul, de La Couppuaye, du Corroüet et de Villequeno, il est fait prisonnier par le parti pro-anglais en 1427, libéré plus tard il reprend les combat et meurt sans postérité.
Jean IV Raguenel, seigneur de Malestroit,
Marguerite, dame de Faugaret,
mariée à Jean Ier, baron de La Chapelle ( † vers 1455),

Au XVe siècle, les Raguenel prennent les nom et armes de Malestroit par alliance avec l'héritière de cette terre.
- Jean IV Raguenel dit "Le Puisné", "Monsieur de Malestroit" ou "le Maréchal de Malestroit" ( † 1471), vicomte de La Bellière, de Chatel-Oger, de Beaumont, de Cramoul, de La Couppuaye, du Corroüet et de Villequeno, baron de Malestroit, maréchal de bataille,
marié à Gillette, fille de Geoffroy de Châteaugiron-Malestroit et Valence de Châteaugiron ( † 1435 - Sainte-Croix de Châteaugiron), héritière de Châteaugiron et de Rougé, dont :
Françoise Raguenel, baronne de Malestroit,
Jeanne Raguenel, vicomtesse de La Bellière, et dame de Combourg, du Corroüet, de La Villequeno et de Renac,
mariée en 1462 à Tanguy IV du Chastel ( † 1477 - des suites de sa blessure due à un coup de fauconneau, au siège de Bouchain), vicomte de La Bellière, seigneur de Renac et du Bois-Raoul, Conseiller et Chambellan de Charles VII, Grand écuyer de France, Grand-Maître de l'Hôtel du Duc de Bretagne, Gouverneur du Roussillon & de Cerdagne, Chevalier de l'Ordre de Saint-Michel,
Jeanne du Chastel, dame de Combourg, de Renac et de La Bellière,
mariée à Louis ( † entre 1496 et 1508), seigneur de Montejean, dont :
Anne, héritière de Malestroit,
Gillonne,
mariée le 16 avril 1516 à Jean II Le Veneur ( † après 1534), seigneur de Tillières,
Claude,
mariée à Christophe de Goulaine, seigneur de La Ruffelière,
Jacques ( † 1516), seigneur de Montejean, baron de Sillé-le-Guillaume, vicomte de La Bellière,
René ( † septembre 1539), seigneur de Montejean, de Sillé-le-Guillaume, de Cholet, baron de Beaupréau, Maréchal de France, Gouverneur du Piémont,
marié en 1526 à Philippe de Montespedon (1510 † 12 avril 1578 - Paris), duchesse de Beaupréau (juin 1562), baronne de Mortagne[Lequel ?] et de Chemillé, sans postérité,
- Françoise Raguenel ( † 1481), baronne de Malestroit,
mariée en 1461 à Jean IV, (27 juin 1447 † 9 février 1518), 18e seigneur de Rieux, baron de Malestroit et d'Ancenis, seigneur de Cranhac, de Rochefort, comte d'Aumale, comte d'Harcourt (en Normandie), vicomte de Donges, seigneur de Couëron, de Largoët, de Châteaugiron, de Derval, vicomte de La Bellière, et 13e seigneur de Rougé, régent[2] et maréchal de Bretagne, Lieutenant-général du roi en Bretagne, dont :
Françoise de Rieux, baronne de Malestroit,

## Personnalités
- Robin III Raguenel, héros du combat des Trente
- Tiphaine Raguenel, fille du précédent, astrologue et épouse de Bertrand du Guesclin[1]

## Possessions
- seigneurs de Chatel-Oger (en Saint-Erblon)
- seigneurs de Malestroit
- vicomtes de La Bellière
- seigneurs de Combourg

## Blason
| Image | Armes de la Famille de Raguenel |
| ----- | --- |
|       | Branche aînée Écartelé d'argent et de sable. |
|       | Branche aînée : Vicomtes de la Bellière Écartelé: aux I et IV, contre-écartelé d'argent et de sable ; aux II et III, d'or, au chef dentelé de sable, qui est de la Bellière                                 |
|       | Branche puisnée Écartelé d'argent et de sable, au lambel de l'un en l'autre. |
|       | Branche puisnée : Vicomtes de la Bellière Écartelé: aux I et IV, contre-écartelé d'argent et de sable, au lambel de l'un en l'autre ; aux II et III, d'or, au chef dentelé de sable, qui est de la Bellière |

## Châteaux, seigneuries, terres

### Châteaux
- Château de Largoët
- Château de La Bellière

### Terres
Les membres de la famille Raguenel étaient teneurs des fiefs de :
- La Bellière, Chatel-Oger, Bonespoir, Montigné, La Touche, La Rivière, La Marchandrie, et Quélen, en qualité de seigneur
- Faugaret, et Fougeray, en qualité de châtellenie

### Sources et bibliographie
- Baronnie de Châteauloger - Saint-Erblon, Bourgbarré, cotes 23 J 466 à 23 J 474 > Fonds de La Bourdonnaye-Montluc (23 J), Archives I&V.,
- Barthélemy Pocquet du Haut-Jusse, Malestroit en Italie et l'Autonomie fiscale du Clergé breton, MSHAB, 1926, t. VII, première partie, p. 61-90,
- André-Yves Bourges, Les origines fabuleuses de la famille du Chastel, Le Trémazan des Du Chastel, du château-fort à la ruine. Actes du colloque, Brest, juin 2004, 2006, p. 29-44,
- Jérôme Floury et Éric Lorant, Catalogue généalogique de la Noblesse bretonne, d'après la réformation de la noblesse 1668-1672 et les arrêts de l'Intendance du Conseil et du Parlement, 2000, III t.,